# 289 Nenetta
289 Nenetta è un asteroide della fascia principale del diametro medio di circa 33,73 km. Scoperto nel 1890, presenta un'orbita caratterizzata da un semiasse maggiore pari a 2,8709243 UA e da un'eccentricità di 0,2066255, inclinata di 6,69204° rispetto all'eclittica.
Il suo nome deriva da nénette, un argot francese che identifica una ragazza frivola.